# Oued Chaaba
Oued Chaaba (em árabe: وادى الشعبة) é uma cidade localizada na província de Batna, no noroeste da Argélia. Sua população era de 7 236 habitantes, em 2008.